# 広島県立広島叡智学園中学校・高等学校
広島県立広島叡智学園中学校・高等学校（ひろしまけんりつ ひろしまえいちがくえん ちゅうがっこう・こうとうがっこう、英称：Hiroshima Global Academy）は、広島県豊田郡大崎上島町大串にある県立中学校・高等学校で、IB MYP認定、DP認定校である。愛称はHiGA（ハイガ、Hiroshima Global Academyの頭文字）

## IB概観
広島県立の全寮制中高一貫校として2019年に開校した。1学年40人（授業は1クラス20人程度）の少人数教育を実施し、2019年に第1期生として男女各20人が入学した。2024年4月現在、全校が6学年となり、生徒数は200人を突破した。レポートの提出やプレゼンの評価制を多く取り入れている。

### 広島叡智学園中学校・高等学校 Mission Vision Values　（教育目標）
- Mission

学びを通じて平和な社会づくりを実現し続ける存在となることを目指す
- Vision

社会の持続的な平和と発展に向け世界中のどこにおいても地域や世界の「より良い未来」を創造できるリーダーを育成する
「学びの変革」の目指すべきモデルとなる
- Values

「グローバルな視野」と、「地域に根差した心」の双方を大切にし、主体的に学び続ける「ラーニングコミュニティ」を形成する

### 重点的に育成する力
- Deep Understanding - 様々な場面で活用できる知識・技能の深い理解
- Creative, Critical, Thinking - 新しい価値を生み出す創造的・批判的思考力
- Collaboration - 異なる文化・価値観を持つ人々と協働する力
- Confidence - 目標に向かってやり抜く力・自信
- Communication - 日本語でも英語でも議論・協働できる高い語学力

## 英語教育
高等学校からは留学生が入ってくることも関わって、希望者は全教科を英語で学習することができる。そのため、中学校のうちから、義務教育としての英語を手早く終わらせ、高等学校に向けた英語教育を行っていく。中学生は毎週金曜日の放課後にオンライン英会話を受講することができ、実践的な英語を身につけることができる。また、半年に1度、ケンブリッジ英検とIELTSが校内で行われる。

## 未来創造科
変動性，不確実性の高い時代，どのようにすれば豊かに生きていくことができるのか。未来創造科では，「Well-being（幸せ）」「Environment（環境）」「Global Justice（社会正義）」というテーマについて，仲間，家族，地域や専門家の方々と対話を重ね，プロジェクトの社会実装を目指す。
また，「Self Discovery Project」では，自分自身のドキュメンタリー映像を撮影する活動を通して，「自分とは何か。」「今の時代をどのように生きていくのか。」という正解の無い問いを探究する。

## ICTを用いた教育
生徒は入学する際に、個人のMacBook AirもしくはMacBook Proを持参し、学校が基本設定を行なって学習用端末として利用する。この時、学校側がフィルタリングをかけるため、基本的に学校が設定しているICTガイドラインに反する使い方ができないようになっている。生徒は主にMicrosoft Office365のWordやExcel、PowerPointなどを使いながらレポートなどの成果物を製作し、教師からの連絡、生徒同士での学級的連絡をTeamsを使って管理している。前述の成果物はManageBac（IB校に向けた課題管理アプリ）に提出をすることが多い。

## 施設
広島叡智学園は干拓された地域に建てられているため、地盤が緩く、ほとんどの建物が1階から2階建ての平たい校舎である。海（大串海岸）がすぐそばにあり、授業内のフィールドワークの場所として多く使われるが、津波が起きた際には大きな被害を受けてしまうため、避難場所は廃校になった旧西野小学校とされている。
- 言語棟
- 図書メディアセンター
- 数社棟
- 特別教室棟
- 管理棟
- 体育館
- 小体育館
- 食堂棟(カフェトリウム)
- 寮管理棟
- 男子寮
- 女子寮
- グラウンド
- テニスコート
- バスケットコート

グラウンドやテニスコートは主に保健体育の授業やA4LCで使用される。食堂棟は60人以上が入ることができ、普段の食事や寮の集会、学校の始業式などで使用されることもある。

## 委員会・A4LC

### 委員会
- 生徒会執行部
- 体育委員会
- 健康委員会
- 美化衛生委員会
- 給食委員会
- 広報委員会
- 図書メディア委員会
- 文化交流委員会
- ローカルコミュニティ委員会
- 選挙管理委員会（生徒会選挙時のみ）

### A4LC
広島叡智学園での”部活動”を指す。ただ、人数が少ないことも関わり、他校の部活動と比べると活動は活発ではない。活動は水曜日の放課後と土曜日の午前中に行われる。しかし、大会に出場するA4Lcも増えており、年々、少しずつ活発化してきている。

#### 運動系
- サッカー
- バレー
- 陸上
- 軟式野球
- テニス

#### 文化系
- Artec
- 器楽アンサンブル
- 科学

サッカーと軟式野球、陸上はグラウンドで活動する。テニスはテニスコート、バレーは体育館で活動している。Artecと科学は特別教室棟で活動し、器楽アンサンブルはカフェトリウム上の音楽室で活動している。

## 生徒会活動
全校生徒は生徒会に所属しており、生徒会執行部のメンバーにより生徒会の活動が運営されている。毎年12月（高校1年生がMYPを修了する時期）に生徒会選挙が行われ、それらは選挙管理委員会が運営を行う。

### 生徒会行事

#### 新入生歓迎会
毎年5月ごろに生徒会執行部によって企画される。新入生を歓迎する。

#### Sports Festival
他の学校の体育祭や運動会に当たる行事。通称”スポフェス”。2021年に初開催。6月に開催される。各学年のA組とB組で集まってチームを形成しており、A組対B組で戦う。チーム名は「Team Pink」もしくは「Team Sky Blue」であり、どちらの組がどちらのチームになるかは、毎年変わる。各チームは、チーム名の色の鉢巻を頭に巻いて、競技に参加する。

#### School Festival
11月に開催される。2022年度に初開催（初開催は2023年2月だった）。各学年、各A4Lcなどで、ステージやブースを準備して披露する。
これらの行事は、2024年度より隔年開催となった。

## 寮生活
Unitと呼ばれるシェアハウスで中学校1〜3年と高等学校1〜3年がそれぞれ縦割りで共同生活を送っている。1つのUnitで約10人が生活する。部屋は個室、半個室、２人部屋があり半個室はドアで部屋を仕切ることができる。男子寮ではアルファベットで、女子寮では数字で、Unitがナンバリングされ、Unit AとUnit 1など対になるUnitはペアUnitと呼ばれる。また、半年に一度Unit替えが行われ、共同生活をするメンバー、生活するUnitなどがシャッフルされる。Unitのメンバーは各学年3～4人で学年が片寄ることがないようになっている。現在、男子寮、女子寮それぞれ15のUnitが寮の敷地内に建てられおり、中学生は男子がUnitA～G(Fは保健室Unit)、女子がUnit1～7(6は保健室Unit)に住んでいる。
洗濯などは、ランドリーと呼ばれる場所に洗濯機と乾燥機が設置されており、それらを使うことができる。男子寮、女子寮にそれぞれ1つずつある。またランドリーは大浴場、シャワールームの入り口にもなっている。入浴時間は夜の19:00〜21:30で中学生は男女3つのユニットが19:00～19:30、残りの3つのユニットが21:00～21:30に入浴し、その他の時間は高校生が入浴をする。
寮全体の入り口である寮管理棟は寮の管理を主な仕事としている。ハウスマスター、ハウスサポーターと呼ばれる寮スタッフ、日直及び宿直の学校教師が交代で寮管理棟に勤務する。入って左側に男子寮入口、右側に女子寮入口がある。寮管理棟にはICカードリーダーがあり、生徒が持っているICカードをこれに読み取らせることで、生徒の在寮確認を行えるようになっている。帰省届け、外出届け、帰寮届け、荷物受け取り届け、物品貸し出し届け、談話室利用届けなど、様々な届けも寮管理棟に出すことができる。

### 寮行事

#### スピリット・ウィーク
6月に行われる行事で、学年やUnit、A4Lcなどで服を揃えて登校する週。曜日ごとに、学年で揃えるのか、Unitで揃えるのかなどが指定されている。また、「ミスマッチ」と指定されているものがあり、靴下を左右で違うものを履いてくるなど、わざと服装を間違える日である。

#### Unit替え
前述の通り、半年に1回行われる、生活Unit及び共同生活をするメンバーを変える行事である。9月と3月に行われる。生徒は、Unit替えに備えて事前に荷物をまとめておき、新しいUnit及びメンバーが発表されると、一度荷物を全てUnitの外に出して、掃除をし、新しいUnitへと荷物を各自運ぶという流れで行われる。

#### ハロウィン・パーティー
10月もしくは11月に行われる行事で、生徒が各自で応募を行い、歌やダンス、ショートコントなどの特技が披露される。

## 沿革
- 2016年 - 基本構想発表
- 2018年 - 初代校長に林史氏が就任
- 2019年4月 - 開校式、第1回中学校入学式[2]
- 2020年4月 - 第2代校長に福嶋一彦氏が就任
- 2020年9月 - 広島叡智学園独自の教科である「未来創造科」のwell-beingの学習で慶應義塾大学の前野隆司氏が来校[3]
- 2020年10月 - IB・MYP認定
- 2021年2月 - 校章・校歌制定
- 2021年5月 - IB・DP認定
- 2022年3月 - 第1回中学校卒業式
- 2022年4月 - 第1回高等学校入学式、第4回中学校入学式
- 2022年9月 - ハワイ州訪問団としてイゲ州知事（当時の州知事）が湯崎県知事と共に来校[4]
- 2022年11月 - 広島県交響楽団が来校[5]
- 2023年2月 - FLL全国大会に出場[6]
- 2023年3月 - 科学の甲子園全国大会に出場[7]
- 2023年4月 - 広島のG7サミットに合わせて平和記念公園でAIとともにビル・ウィザーズの「Lean on Me」を撮影する[8]
- 2023年7月 - 韓国訪問団として林始興[9]（イム・シフン[10]）氏（駐広島大韓民国総領事）が来校[11]
- 2023年9月 - A4Lc器楽アンサンブルが第13回"Steller Jam"国際ジャズフェスティバルに参加[12]
- 2023年11月 - 南迫勝彦教諭が南極観測隊に同行する[13]
- 2024年1月 - 南極の南迫勝彦教諭が昭和基地からオンライン授業を行う[14]
- 2024年11月 - 陸上部が中国中学校駅伝競走大会に出場
- 2024年11月 - 本校初となるfinal examを実施

## 基礎データ

### 所在地
広島県豊田郡大崎上島町大串3137-2

### 人数
１学年40人の少人数教育を導入している。高等学校段階からは留学生を約20名迎え入れ１学年60人でのIBの教育に取り組む予定だが、20人の定員が埋まった学年はまだない。

### アクセス
山陽商船で竹原港から白水港もしくは垂水港
- 白水港からおと姫バスで「大串農協」下車、徒歩2分程度
- 垂水港からおと姫バスで「大串農協」下車、徒歩2分程度
- 垂水港からさんようバスで「大串」下車、徒歩2分程度
- 白水・垂水港からデマンド型おと姫バスで「広島叡智学園前」下車すぐ

安芸津フェリーで安芸津港から大西港
- 大西港からおと姫バスで「大串農協」下車、徒歩2分程度
- 大西港からさんようバスで「大串」、徒歩2分程度
- 大西港からデマンド型おと姫バスで「広島叡智学園前」下車すぐ